# ウォーキング・デッド: ワールド・ビヨンド
『ウォーキング・デッド: ワールド・ビヨンド』（The Walking Dead: World Beyond）は、2020年10月からアメリカ合衆国のAMCで放送されているドラマシリーズである。『ウォーキング・デッド』の2作品目のスピンオフであり、それぞれ10話からなる2シーズンを持って完結した。

## 概要
ゾンビの出現によるアポカリプスの10年後、ネブラスカ州の壁に囲まれた小さなキャンパス・コロニーで育った、アポカリプス後育ちの第一世代である10代の女性2人が主人公となる。ある者はヒーローとなり、ある者はヴィランとなる。誰もが成長していく過程でアイデンティティを確立し、善と悪を引き起こす。
『ウォーキング・デッド』および『フィアー・ザ・ウォーキング・デッド』で断片的に登場した組織"市民共同体"(CR)が詳しく描かれる。なお、『ウォーキング・デッド』では主に「ウォーカー」と呼ばれる存在は、このシリーズでは「エンプティ」と呼ばれる。
『ウォーキング・デッド』の脚本を執筆したMatthew Negreteがショーランナーとなる。
日本では、2020年10月2日よりAmazonプライム・ビデオでシーズン1が独占配信されている。シーズン2は2020年10月4日より配信されている。

## 登場人物

### メイン
- アイリス・ベネット
  - 演 - アリーヤ・ロイヤル[5]、日本語吹替 - れいみ[6]
  - キャンパス・コロニーに住む女子高校生。
- ホープ・ベネット
  - 演 - アレクサ・マンスール[7][5]、日本語吹替 - 松井暁波[8]
  - アイリスの妹。女子高校生。
- サイラス・プラスケット
  - 演 - ハル・カムストン[7][5]、日本語吹替 - 近松孝丞
  - 姉妹の友人の男子高校生。
- エルトン・オーティス
  - 演 - ニコラス・カントゥ（英語版）[7][5]、日本語吹替 - 小川凌輝[9]
  - 姉妹の友人の男子高校生。
- フェリックス・カールッチ
  - 演 - ニコ・トルトレッラ（英語版）[10]、日本語吹替 - 亀山雄慈[11]
  - キャンパス・コロニー警備隊員。
- ハック (ジェニファー・マレック)
  - 演 - アネット・マヘンドル（英語版）[5]、日本語吹替 - 清水理沙[12]
  - 街からキャンパス・コロニーに逃れてきた警備隊員。実はエリザベス・クーブリックの娘。
- エリザベス・クーブリック
  - 演 - ジュリア・オーモンド、日本語吹替 - 堀越真己[6]
  - 市民共同体軍(CRM)中佐。
- レオ・ベネット
  - 演 - Joe Holt[13]、日本語吹替 - 斉藤次郎
  - アイリスとホープの養父で科学者。(S1ではリカーリング)
- ライラ・ベルショー
  - 演 - Natalie Gold、日本語吹替 - 藤野泰子
  - 市民共同体(CR)でのレオの同僚科学者で恋人。(S1ではリカーリング)
- ウィル・キャンベル
  - 演 - Jelani Alladin、日本語吹替 - 藤井雄太
  - キャンパス・コロニー警備隊員でフェリックスのボーイフレンド。(S1ではゲスト)
- パーシー
  - 演 - Ted Sutherland、日本語吹替 - バトリ勝悟
  - グループに出会う若者。(S1ではリカーリング)

### リカーリング
- バーカ
  - 演 - Al Calderon[14]、日本語吹替 -
  - CRMの兵士。
- カリ・ベネット
  - 演 - Christina Marie Karis、日本語吹替 - おまたかな
  - アイリスの母。アメリアに殺される。(S1)
- アメリア・オーティス
  - 演 - Christina Brucato、日本語吹替 - 藤野泰子[15]
  - エルトンの母。妊娠中にカリを殺し、ホープに殺される。
- トニー
  - 演 - スコット・アドシット、日本語吹替 - 根本泰彦
  - パーシーの叔父。元ラスベガスのマジシャン。
- デニス
  - 演 - Maximilian Osinski、日本語吹替 -
  - 元CRMの兵士。(S2)
- インディラ
  - 演 - Anna Khaja、日本語吹替 -
  - CRに協力する共同体ペリメターの指導者。(S2)
- アーシャ
  - 演 - Madelyn Kientz、日本語吹替 -
  - インディラの娘。
- フランク・ニュートン
  - 演 - Robert Palmer Watkins、日本語吹替 -
  - CRMの兵士。(S2)
- ダイアン・ピアス
  - 演 - Gissette Valentin、日本語吹替 -
  - CRMの将校。(S2)
- ジェイディス・ストークス/アン
  - 演 - ポリアナ・マッキントッシュ、日本語吹替 -
  - CRMの准尉。『ウォーキング・デッド』で「清掃人」の指導者を務め、リックを連れ去った人物。(S2)

## あらすじ

### シーズン1のあらすじ
エンプティ（ゾンビ）出現から10年後、ネブラスカ州の小さなキャンパス・コロニーでは、住民が文明崩壊以前のような文化的で平和な暮らしを楽しんでいた。高校生のアイリスとホープ姉妹は、強大で秘密に包まれる"市民共同体"(CR)に共同研究のために父親が派遣されることになり、一緒にそこで暮らすことになる。
しかし、姉妹の父親レオから危険を訴える謎の通信を受け取り、姉妹は密かにコロニーを出る。二人の友人のエルトン、サイラスも同行する。レオから姉妹の世話を頼まれた警備隊員のフェリックスと同僚のハックも4人を追う。6人は合流し、外の世界のエンプティの危険に見舞われながら、すぐには戻らずレオを探しに旅を続けることにする。トラックを持ったトニーとパーシーの叔父甥に出会い、彼らの旅は容易になる。
だが、ハックは市民共同体軍(CRM)のクーブリック中佐の娘であり、科学の才能を示すホープを手に入れるために「レオの通信」を偽装しており、他の人間を犠牲にしても「CRの場所の秘密」を守ろうとする。彼らはハックの裏切りに気づくが、ホープは無駄な血を流さないために進んでクーブリックのもとに行く。アイリスとフェリックスはホープを取り戻すことを誓って旅を続ける。サイラスはCRMに逮捕され、エルトンとパーシーは逃れる。
1. ↑  『ウォーキング・デッド』シーズン9でリックを連れ去り、および『フィアー・ザ・ウォーキング・デッド』でアルシアが友人となるイザベルの属する、ヘリコプターを運用する共同体

### シーズン2のあらすじ
ホープはハックに連れられてニューヨーク州のCRの拠点に入り、研究を続ける父レオに再会する。拠点内では人々がキャンパス・コロニーよりさらに豊かな暮らしを送っていた。サイラスはハックの夫デニスが運営し、CRにエンプティの被験体を供給する処理場で働くことになる。
フェリックス、ホープはエルトン、パーシーとCRに協力する小さな共同体『ペリメター』で再会する。ホープに母を殺されたことを知り、わだかまりを覚えるエルトン以外の3人は、ペリメターの助けを借り、レオとホープを救い出すためにCRに投降する。ハックはCRMがエンプティの仕業に見せかけて、飢餓を避けるためにオマハやキャンパス・コロニーを全滅させたことを知って困惑し、レオとホープの脱出を密かに助ける。
CRMのジェイディス准尉がクーブリック中佐に代わって指揮を執り、レオの恋人の研究者のライラを信頼できない人物として処刑する。ポートランド攻撃を準備する。さらにペリメターの裏切りを知って全住民の処刑を命令するもデニスやサイラスが阻止する。レオはCRMによる虐殺を伝え、科学者全員を連れて逃亡する。
アイリス、ホープ、フェリックスはビール少将の息子エルトンを人質に取り、ポートランド攻撃のためのガスを破壊しようとする。ハックはついにCRMを裏切り、アイリスやホープに味方する。ハックはガスを破壊するも殺され、デニスもサイラスの助けで死に、サイラスは投降してCRMに加わる。ジェイディス准尉はクーブリック中佐を反逆罪で逮捕する。科学者たちとホープはCRから離れて研究を続ける。エルトンとホープは、ペリメターのアシャとポートランドに向かう。
1. ↑  『ウォーキング・デッド』シーズン9でリックをCRに連れ去った人物

## エピソード

### シーズン1のエピソード
| 通算 話数 | シーズン 話数 | タイトル                                            | 監督                 | 脚本                                              | 放送日         | U.S.視聴者数 (百万人) |
| --- | ------------- | --------------------------------------------------- | -------------------- | ------------------------------------------------- | -------------- | --------------------- |
| 1 | 1             | "勇敢" "Brave"                                      | Magnus Martens       | スコット・M・ギンプル & Matthew Negrete           | 2020年10月4日  | 1.60                  |
| エンプティ(ゾンビ)の発生から10年、高校生の姉妹のアイリスとホープは壁に囲まれた1万人弱のネブラスカ州のキャンパス・コロニーに住む。秘密主義の市民共同体(CR)に派遣された科学者の父親から秘密のメッセージが届き、身の危険を訴える。市民共同体軍(CRM)中佐のクーブリックがヘリコプターでコロニーを訪れ、父親はニューヨークにいると姉妹に教える。アイリスは10年前、母親を失ったことを引きずり、ホープは目の前で母親が他の避難者に殺されたことを思い出す。姉妹は1800キロを旅して父親に会うため、友人のサイラスやエルトンとともに4人でコロニーを抜け出す。警備隊員のフェリックスとハックは4人の失踪に気づいて後を追う。CRMは多数の市民を虐殺する。                    |               |                                                     |                      |                                                   |                |                       |
| 2 | 2             | "血みどろの炎" "The Blaze of Gory"                  | Magnus Martens       | Ben Sokolowski                                    | 2020年10月11日 | 1.04                  |
| 4人の若者は大量のタイヤが燃え続ける"血みどろの炎"の煙を目にし、エンプティの脅威にさらされながらも、壁の外の冒険を楽しむ。ハックとともに4人の後を追うフェリックスは実家の付近を通り、ゲイであるゆえに父に拒否されたことを思い出す。 |               |                                                     |                      |                                                   |                |                       |
| 3 | 3             | "虎と子羊" "The Tyger and the Lamb"                 | Sharat Raju          | The Farahanis                                     | 2020年10月18日 | 1.04                  |
| ホープがエンプティを引き付けるためにサイレンを鳴らしに行き、フェリックスとハックが残りの3人に合流する。彼らは協力して"血みどろの炎"から脱出する。ホープはアイリスに、自分のせいで母親が殺され、自分の銃が暴発して敵を取ったことを初めて告白する。2人の大人はオマハに行き、定期輸送車でキャンパス・コロニーに戻ろうと諭すが、4人の高校生はニューヨークに向かうことを主張する。6人はしばらく旅を続けることにする。クーブリックは大量虐殺の記憶に悩む部下バーカを拘留する。 |               |                                                     |                      |                                                   |                |                       |
| 4 | 4             | "逆さのテレスコープ" "The Wrong End of a Telescope" | Rachel Leiterman     | Sinead Daly                                       | 2020年10月25日 | 1.02                  |
| 6人は廃校に入り、エンプティに襲われながら食料を補給する。ホープ、サイラス、エルトンには過去のつらい思い出がよみがえる。サイラスはエンプティを目にして暴力的になる。フェリックスとハックは、引き返すためエルトンに協力を求める。 |               |                                                     |                      |                                                   |                |                       |
| 5 | 5             | "マッドマン、川を渡る" "Madman Across the Water"    | Dan Liu              | Rohit Kumar                                       | 2020年11月1日  | 0.74                  |
| 6人は軍に橋を落とされたミシシッピー川に着く。フェリックスはエルトンを味方につけてコロニーに戻ろうとするが、ハックは旅を続けさせることに傾く。高校生たちはボートを作り、フェリックスも協力して川を渡る。エルトンは、5才の時にエンプティの襲撃を避けて箱に隠され、閉所恐怖症となった出来事を思い出す。ハックは単独で偵察に出る。 |               |                                                     |                      |                                                   |                |                       |
| 6 | 6             | "影絵" "Shadow Puppets"                             | マイケル・カドリッツ | Maya Goldsmith                                    | 2020年11月8日  | 0.73                  |
| 5人はトラックを奪われたという若者パーシーに会い、トラックを取り戻してニューヨークに行こうとする。パーシーと元マジシャンの叔父トニーは5人を騙し物資を盗んで逃げるが、エンプティに襲われた彼らを助けに戻る。ホープは自分が殺した妊婦がエルトンの母であったことに気づく。 |               |                                                     |                      |                                                   |                |                       |
| 7 | 7             | "真実か挑戦か" "Truth or Dare"                      | マイケル・カドリッツ | Eddie Guzelian                                    | 2020年11月15日 | 0.78                  |
| ハックがトラックの7人に合流する。彼らは点在するCRMのガソリン補給所の位置と、アイリスとホープの父親の居場所を知る。ホープはエルトンの母を殺したことに思い悩む。ハックはエンプティが出現した海兵隊時代、市民を虐殺する命令に反して仲間を殺したことを回想する。サイラスはパーシーとアイリスの仲に嫉妬する。トニーの死体と、その側で酩酊したサイラスが見つかる。 |               |                                                     |                      |                                                   |                |                       |
| 8 | 8             | "空の墓場" "The Sky Is a Graveyard"                 | Loren Yaconelli      | Elizabeth Padden                                  | 2020年11月22日 | 0.63                  |
| トニーは死にパーシーは行方不明となっている。サイラスが疑われ、野外で拘束されて放置される。サイラスは二人を殺した記憶がないものの、かつて家庭内暴力をふるった父を殺し、エンプティに変わったところで始末したことを思い出す。夜、サイラスはエンプティに襲われても抵抗しないが、ホープに救われる。5人はサイラスの処遇を迷うが、翌朝サイラスはグループを一人離れる。エルトンはサイラスに加わる決断をし、ホープから母親を殺したことを聞く。内通していたハックがクーブリック中佐のもとに現れる。 |               |                                                     |                      |                                                   |                |                       |
| 9 | 9             | "最も深い傷" "The Deepest Cut"                      | Sydney Freeland      | Maya Goldsmith & Ben Sokolowski                   | 2020年11月29日 | 0.62                  |
| ハックはクーブリックの娘であり、アイリスを連れてくる使命を帯びている。ハックはトラックをパンクさせ、アイリス、ホープ、フェリックスとともに徒歩で進む。ハックは密かにフェリックスの足を負傷させ、彼を置いて3人で進もうとする。アイリスとホープはそれぞれハックを疑い、ホープはハックと二人だけで出発する。エルトンは重傷を負ったパーシーに出くわし、ハックに撃たれたと聞かされる。 |               |                                                     |                      |                                                   |                |                       |
| 10 | 10            | "この人生で" "In This Life"                         | Magnus Martens       | Matthew Negrete & Maya Goldsmith & Ben Sokolowski | 2020年11月29日 | 0.62                  |
| 市民共同体に派遣された姉妹の父レオは、同僚科学者ライラに養女ホープの優れた才能のことを漏らし、ライラは上司に報告する。エルトンとパーシーはサイラスに追いつくが、火を見たCRMに追われ、サイラスは自ら逮捕されて二人を逃がす。ハックは自分がCRMの一員であり、才能あるホープを手に入れるためにレオからの通信を偽装したとホープに語る。CRの位置を隠すため、トラックによる旅を妨害したと語る。フェリックスとアイリスは二人に追いつき、ハックと対決するが、ホープは自殺すると脅して争いをやめさせ、ハックに連れられてクーブリックのもとに行く。フェリックスとアイリスはホープを取り戻すことを誓い、レオの護衛として派遣されたキャンパス・コロニーの仲間に再会する。 |               |                                                     |                      |                                                   |                |                       |

### シーズン2のエピソード
| 通算 話数 | シーズン 話数 | タイトル                                              | 監督               | 脚本                                            | 放送日         | U.S.視聴者数 (百万人) |
| --- | ------------- | ----------------------------------------------------- | ------------------ | ----------------------------------------------- | -------------- | --------------------- |
| 11 | 1             | "帰結" "Konsekans"                                    | Loren Yaconelli    | Matthew Negrete                                 | 2021年10月3日  | 0.75                  |
| クーブリックとハックはホープをオルバニーの廃墟に連れて来て解放し、市民共同体(CR)に献身する選択を迫る。ホープは一人では生存できないことを悟ってCRに戻り、父レオに再会する。キャンパス・コロニーでフェリックスのボーイフレンドだったウィルはアイリスとフェリックスに、キャンパス・コロニーとオマハは破壊されたと告げる。二人をインディラの率いる共同体ペリメターに連れてくる。アイリスはホープを取り戻すために偵察に出かける。 |               |                                                       |                    |                                                 |                |                       |
| 12 | 2             | "足掛かり" "Foothold"                                 | Loren Yaconelli    | Carson Moore                                    | 2021年10月10日 | 0.81                  |
| アイリスは市民共同体軍(CRM)の兵士を殺す。クーブリックがアイリスとフェリックスを探し、取引のあるペリメターに来る。ホープはともにエンプティを研究する父の恋人のライラ、そして同じ年頃のメイソンに会う。ライラはレオをスパイしクーブリックに報告している。サイラスはデニスに連れられて、CRにエンプティを供給する処理場に来る。 |               |                                                       |                    |                                                 |                |                       |
| 13 | 3             | "銃創" "Exit Wounds"                                  | アイシャ・タイラー | Rayna McClendon                                 | 2021年10月17日 | 0.67                  |
| 仲間を探して旅をするエルトンとパーシーは、アーシャとデヴの兄妹から食べ物を盗もうとして捕らえられるも、二人の属するペリメターに連れて行かれてアイリスに再会する。ホープはCRでの生活をはじめ、メイソンと共に大学に通う。ハックは元恋人のデニスと旧交を温める。ホープに頼まれてアイリスに会いに無断で連れ出す。 |               |                                                       |                    |                                                 |                |                       |
| 14 | 4             | "家族は“４文字”の言葉" "Family Is a Four Letter Word" | アイシャ・タイラー | Maya Goldsmith                                  | 2021年10月24日 | 0.69                  |
| ハックとホープはペリメターに来てアイリスやフェリックスに再会する。CRに来るよう誘うが拒否される。エルトンは母を殺したと知ったホープを避け、CRの医療品を見つけてアーシャに必要だと説明される。パーシーは叔父の敵のハックを狙う。ハックはフェリックスに、オマハがエンプティに破壊されウィルは殺されたと語る。ウィルが姿を現してハックを驚かせ、CRMがオマハを破壊したと疑う。ホープとハックはアイリスを残してCRに戻る。 |               |                                                       |                    |                                                 |                |                       |
| 15 | 5             | "転機" "Quatervois"                                   | Heather Cappiello  | Ben Sokolowski                                  | 2021年10月31日 | 0.51                  |
| アイリスはサイラスに再会してホープと父レオを脱出させる手助けを頼む。アイリス、フェリックス、そしてハックを恨むパーシーが投降してCRに入り、レオに再会して脱出を誘う。エルトンはCRの医薬品がアーシャではなく母のインディラに必要であることを知る。ハックは母のオフィスでCRMがキャンパス・コロニーの住民を被験体にしている証拠をつかむ。サイラスはCRMに包囲される。ジェイディスがライラの前に姿を現す。 |               |                                                       |                    |                                                 |                |                       |
| 16 | 6             | "何者?" "Who Are You?"                                | Heather Cappiello  | Rohit Kumar                                     | 2021年11月7日  | 0.431                 |
| フェリックスとハックはライラを疑って研究室に忍び込む。ハックは旧知のジェイディスと再会する。ペリメターはCRに歯向かおうとするが、デヴがCRMに殺される。 |               |                                                       |                    |                                                 |                |                       |
| 17 | 7             | "血と嘘" "Blood and Lies"                             | リリー・マライエ   | Sinead Daly                                     | 2021年11月14日 | 0.490                 |
| ジェイディスはサイラスをデニスに引き渡す。ライラの研究室から盗まれたバイアルをめぐり、ジェイディスとハックはレオを尋問する。ライラはレオを救うため、ホープとアイリスにバイアルを返すよう求める。エンプティの蘇生を遅らせる方法を研究しており、CRMは被験体を得るためにオマハをガスで全滅させたと打ち明ける。ホープはバイアルを返し、ライラはバイアルを提出する。ジェイディスとハックはレオ、ホープ、アイリスを不問にするも、ライラをエンプティの犠牲にする。ジェイディスはCRMがポートランドをガスで全滅させる計画をハックに打ち明け、パーシーを通じてレオらにも伝わる。 |               |                                                       |                    |                                                 |                |                       |
| 18 | 8             | "回帰" "Returning Point"                              | リリー・マライエ   | Eddie Guzelian                                  | 2021年11月21日 | 0.527                 |
| レオは科学者たちにCRMによるオマハでの虐殺の証拠を見せて説得し、ビール少将の息子メイソンを人質にトンネルから逃亡する。ペリメターの住民の男が裏切りをジェイディスに通報する。ハックは男を殺す。ジェイディスは住民の皆殺しを命令する。ウィル、デニス、サイラスが阻止するが、デニスは撃たれる。 |               |                                                       |                    |                                                 |                |                       |
| 19 | 9             | "死と死者" "Death and the Dead"                       | Loren Yaconelli    | Erin Martin & Sam Reynolds                      | 2021年11月28日 | TBD                   |
| レオは爆弾を起爆させ、メイソンを人質にしてジェイディスと交渉し、科学者全員とともに脱走する。サイラスとエルトンはデニスを治療したのち、エンプティをCRに誘導してCRMの注意を引く。フェリックス、ホープ、アイリス、パーシーはメイソンと残り、ポートランド攻撃に使う予定のガスを破壊しようとするが見つからない。ジェイディスは4人と対決し、飢餓を避けるためにオマハやキャンパス・コロニーを破壊したと正当化する。ハックはCRMを裏切って4人を救おうとするもパーシーは殺され、フェリックス、ホープ、アイリスは逃亡し、ハックも続く。ハックは処理場でガスを見つける。 |               |                                                       |                    |                                                 |                |                       |
| 20 | 10            | "最後の光" "The Last Light"                           | Loren Yaconelli    | Matthew Negrete & Maya Goldsmith & Carson Moore | 2021年12月5日  | TBD                   |
| CRMのフランク・ニュートンは兵を率いて科学者たちを襲い、フェリックスに殺される。ジェイディスはガスを回収しに処理場に来てハックと闘って殺すも、時限爆弾でガスを破壊される。ホープ、アイリス、エルトンはポートランドに警告に向かい、エルトンは腕をエンプティに噛まれる。三人はインディラとアーシャに救われ、科学者たちに合流する。傷の悪化したデニスはサイラスに求めて射殺され、サイラスは投降しCRMに加わる。ジェイディスはクーブリックを反逆罪で逮捕する。科学者たちとホープは研究を続け、フェリックスとウィルが守る。腕を切り落としたエルトン、アーシャ、アイリスはポートランドに向かう。 エンディング後のシーンで、CDCのジェンナ―博士のビデオを見ていたフランス人の女性科学者が男に射殺され、機敏な動きのエンプティに転化する。 |               |                                                       |                    |                                                 |                |                       |

## 製作

### 準備
2018年7月に発表された。 2019年4月、10話からなるシーズン1が発注された。2019年11月24日シリーズのタイトルが発表された。2020年1月、放送日が発表され、2シーズンのみで完結する予定が明らかにされた.。

### キャスティング
2019年7月と8月に主要キャストが発表された 。2019年11月には ジュリア・オーモンドがキャストに加わった。
2019年8月、Joe Holtが、同年11月には Natalie Gold、 Al Calderon、 スコット・アドシットそしてTed Sutherlandがリカーリング・キャストとして加わった。

### 撮影
2019年7月に撮影が始まり、11月まで予定された 。第一話はジョーダン・ヴォート＝ロバーツが第一話を監督する予定だったが、Magnus Martensに交代した。

## 公開

### 放送
当初、シリーズは『ウォーキング・デッド』シーズン10最終話の後、2020年4月12日に放送予定であったが、コロナウイルス感染症流行によって遅れることになった。のちに同年10月4日放送開始となった。AMCのビデオオンデマンドサービスAMC+では放送の3日前に配信されている。イギリスや日本などでは、Amazonビデオで配信されている。

### マーケティング
2019年10月5日に最初のトレーラーが公開された。二本目のトレーラーは同年11月25日に公開された。